# Paraliparis paucidens
Paraliparis paucidens és una espècie de peix pertanyent a la família dels lipàrids.

## Descripció
- Fa 16,4 cm de llargària màxima.[5]

## Hàbitat
És un peix marí i batidemersal que viu entre 1.536 i 2.275 m de fondària.

## Distribució geogràfica
Es troba al Pacífic nord-oriental: la Colúmbia Britànica (el Canadà) i Oregon (els Estats Units).

## Observacions
És inofensiu per als humans.